# マイケル・スモール
マイケル・スモール（Michael Small、1939年5月30日 - 2003年11月24日）は、アメリカ合衆国の作曲家。
ニューヨーク出身。ウィリアムズ大学とハーバード大学に学ぶ。
主に映画音楽を手がけ、アラン・J・パクラやアーサー・ペン、ボブ・ラフェルソン監督作品などの音楽を担当した。
2003年11月24日、前立腺癌のため死去、64歳。

## 主なフィルモグラフィ
- 『青春の渚』 - Out of It (1969年)
- 『愛の贈りもの』 - Jenny (1970年)
- 『終りなき戦いの詩』 - The Revolutionary (1970年)
- 『ルーという女』 - Puzzle of a Downfall Child (1970年)
- 『スポーツクラブ』 - The Sporting Club (1971年)
- 『コールガール』 - Klute (1971年)
- 『パララックス・ビュー』 - The Parallax View (1974年)
- 『ステップフォードの妻たち』 - The Stepford Wives (1975年)
- 『ナイトムーブス』 - Night Moves (1975年)
- 『新・動く標的』 - The Drowning Pool (1975年)
- 『マラソンマン』 - Marathon Man (1976年)
- 『アーノルド・シュワルツェネッガーの鋼鉄の男』 - Pumping Iron (1977年)
- 『オードリー・ローズ』 - Audrey Rose (1977年)
- 『ザ・ドライバー』 - The Driver (1978年)
- 『ガールフレンド』 - Girlfriends (1978年)
- 『カムズ・ア・ホースマン』 - Comes A Horseman (1978年)
- 『お達者コメディ/シルバー・ギャング』 - Going in Style (1979年)
- 『郵便配達は二度ベルを鳴らす』 - The Postman Always Rings Twice (1981年)
- 『Oh!ベルーシ絶体絶命』 - Continental Divide (1981年)
- 『華麗なる陰謀』 - Rollover (1981年)
- 『密殺集団』 - The Star Chamber (1983年)
- 『警察署長』 - Chiefs (1983年) ※テレビミニシリーズ
- 『キッド・カンパニー』 - Kidco (1984年)
- 『家族の絆』 - Firstborn (1984年)
- 『ターゲット』 - Target (1985年)
- 『ドリーム・ラバー』 - Dream Lover (1986年)
- 『想い出のブライトン・ビーチ』 - Brighton Beach Memoirs (1986年)
- 『ブラック・ウィドー』 - Black Widow (1987年)
- 『ジョーズ'87 復讐篇』 - Jaws: The Revenge (1987年)
- 『オーファンズ』 - Orphans (1987年)
- 『1969』 - 1969 (1988年)
- 『愛と野望のナイル』 - Mountains of the Moon (1990年)
- 『モブスターズ/青春の群像』 - Mobsters (1991年)
- 『隣人』 - Consenting Adults (1992年)
- 『クイーン』 - Alex Haley's Queen (1993年) ※テレビミニシリーズ
- 『ビッグ・ランニング』 - Wagons East! (1994年)
- 『マーロウ 最後の依頼』 - Poodle Springs (1998年) ※テレビ映画
- 『ゴールデン・スパイダー/グルメ探偵ネロ・ウルフの事件簿』 - The Golden Spiders: A Nero Wolfe Mystery (2000年) ※テレビ映画
- 『南太平洋』 - South Pacific (2001年) ※テレビ映画
- 『グルメ探偵ネロ・ウルフ』 - A Nero Wolfe Mystery (2001年-2002年) ※テレビドラマ